# عشبة الرمد
حشيشة أو عشبة الرَّمَد نبات جنبي بري طبي معمر من فصيلة البنفسجيات، منبته بعض أصقاع إفريقية الشمالية. ساقها منتصبة زباء اللحاء. أوراقها أبيدة متعاقبة معنقة سنانية النصل الكثيف العروق الجميل الخضاري الزيتي. أزهارها فردية التجميع إبطية الارتكاز مستطيلة الزناد، خماسية البتلات المفرضة، فواحة العرف المستحب. ثمارها كعابر تغلف العديد من البزور الصغيرة. أوراقها وأزهارها وبزورها تقشي على الرَّمَد وتفيد الصدر.